# Fave bianche e cicorie
Fave bianche e cicorie è un piatto tipico della gastronomia Pugliese, riconosciuto dalla regione come prodotto agroalimentare tradizionale. Anche in Basilicata, e in particolare a Matera, dove vengono chiamate fafett' e ciucuer, viene considerato piatto locale, sebbene non sia inserito nell'elenco dei prodotti tipici riconosciuti da questa regione.